# Hayesville (Észak-Karolina)
Hayesville település az Amerikai Egyesült Államok Észak-Karolina államában, Clay megyében, melynek megyeszékhelye is. Lakosainak száma 461 fő (2020. április 1.).

## Népesség
A település népességének változása:

| 2010 | 311 |
| 2020 | 461 |